# ナッツバター
ナッツバター(Nut butter)は、ナッツを挽いてペースト状にしたスプレッドである。脂肪含量が高く、本物のバターのように広がるが、バターとは無関係である。以下のようなナッツから作れる。
- ドングリ
- アーモンド
- カシュー
- ヘーゼルナッツ
- マカダミア
- ピーナッツ
- ペカン
- ピスタチオ
- クルミ

アーモンド、カシューナッツ、ピーナッツ、ペカン、ピスタチオ、クルミは植物学的にはナッツ（英語Nut。日本語では堅果）ではないが、料理においてはナッツとされており、これらのスプレッドはナッツバターと呼ばれる。似たようなスプレッドは、ナッツとは考えられていない種子からも作れる。
- パンプキンシード
- ゴマ - タヒニと呼ばれる。
- ダイズ - ダイズをローストしたソイナッツから作る。
- サンフラワーシード
- ヒヨコマメ

ナッツバターとシードバターは、タンパク質、食物繊維、必須脂肪酸に富み、バターやマーガリンの代わりにパンやトーストに塗って食べる。また、リンゴやバナナをディップするソースや、オートミールやスムージーのトッピングにすることもある。アジア料理のソースにも用いられる。
ナッツを挽いてペーストにすることには長い歴史がある。アーモンドペースト、即ちマルチパンは、バグダッドのカリフに称賛された。Kitab al-Tabikhは、9世紀バグダッドの宮廷のレシピを収集した本である。最も称賛されたスイーツは、マルチパンに似たアーモンドペーストであるlauziinaqだった。ヘーゼルナッツバターは、ナポレオン戦争と第二次世界大戦中の不足を克服するためにチョコレートと混ぜられ、ジャンドゥーヤスプレッド（ヌテラ等）の発明に繋がった。

## 栄養素
以下の表は、テーブルスプーン1杯、または約15g当たりのナッツバターのおおよその栄養価を示したものである。これらの多くには、追加の油脂やその他材料が含まれており、ナッツバターそのものの栄養価を変えてしまっている。